# Pallacanestro Piacentina 2019-2020
Questa voce raccoglie le informazioni riguardanti la Pallacanestro Piacentina nelle competizioni ufficiali della stagione 2019-2020.

## Stagione
La stagione 2019-2020 della Pallacanestro Piacentina sponsorizzata Bakery, è la 4ª stagione nella terza serie italiana, la Serie B.

## Formula

### Regolamento
Il 9 luglio 2019, giorno ultimo per le iscrizioni al campionato, le squadre partecipanti sono 64. La formula di quest'anno non prevede le Final Four visto che le promozioni in Serie A2 passeranno da 3 a 4.

### Play-off
- Quarti di finale al meglio delle tre gare: si qualifica la squadra che vince due incontri. L'ordine delle partite è: gara-1 ed eventuale gara-3 in casa della meglio classificata; gara-2 in casa della peggior classificata.
- Semifinali e finali al meglio delle cinque gare: si qualifica la squadra che vince tre incontri. L'ordine delle partite è: gara-1, gara-2 ed eventuale gara-5 in casa della meglio classificata; gara-3 ed eventuale gara-4 in casa della peggior classificata.

## Organigramma societario
Aggiornato all'8 agosto 2019.
- Presidente: Marco Beccari
- Team Manager: Roberto Spagnoli
- Segretaria: Caterina Zanardi
- Responsabile Arbitri: Marco Galli
- Responsabile Comunicazione: Nicolas Cattivelli
- Ufficio Stampa: Carlofilippo Vardelli
- Resp. Settore Giovanile: Simone Zamboni
- Resp. Minibasket: Giulio Coppeta

- Allenatore: Federico Campanella
- Assistenti: Matteo Brambilla
- Preparatore Atletico: Marco Merli[3]
- Ortopedico: Alberto Fioruzzi, Eugenio Jannelli
- Fisioterapista: Alessandro De Joannon[4]

## Roster
| Bakery Piacenza 2019-20 | Bakery Piacenza 2019-20 |
| Giocatori               | Staff tecnico           |
| ----------------------- | ----------------------- |

| N. | Naz.                                       | Ruolo | Nome                  | Anno | Alt.   | Peso   |  |
| -- | ------------------------------------------ | ----- | --------------------- | ---- | ------ | ------ |  |
| 0  | Italia (bandiera)                          | C     | Michele Chiozza       | 2000 |        |        |  |
| 0  | Italia (bandiera)                          | P     | Roberto Maggio (C)    | 1990 | 187 cm | 77 kg  |  |
| 1  | Italia (bandiera)                          | GA    | Liam Udom             | 2000 | 199 cm | 85 kg  |  |
| 3  | Italia (bandiera)                          | P     | Edoardo Pedroni       | 1998 | 184 cm | 75 kg  |  |
| 4  | Italia (bandiera)                          | A     | Giorgio Artioli       | 1995 | 200 cm | 94 kg  |  |
| 5  | Italia (bandiera)                          | P     | Marco Perin           | 1993 | 185 cm | 81 kg  |  |
| 7  | Italia (bandiera)                          | G     | Andrea Orlandi        | 2001 |        |        |  |
| 7  | Italia (bandiera)                          | A     | Michele Del Bono      | 2003 | 196 cm | 82 kg  |  |
| 7  | Italia (bandiera)                          | G     | Zakaria El Agbani     | 2001 | 186 cm | 90 kg  |  |
| 8  | Italia (bandiera) · Argentina (bandiera)   | G     | Santiago Bruno        | 1993 | 188 cm | 82 kg  |  |
| 9  | Italia (bandiera)                          | AG    | Lorenzo De Zardo      | 1999 | 199 cm | 100 kg |  |
| 17 | Bulgaria (bandiera) · Argentina (bandiera) | C     | Enzo Damian Cena      | 1992 | 200 cm | 113 kg |  |
| 20 | Italia (bandiera) · Argentina (bandiera)   | C     | Duilio Birindelli (C) | 1984 | 200 cm | 102 kg |  |
| 27 | Italia (bandiera)                          | A     | Luca Bracchi          | 2000 | 193 cm |        |  |
| 28 | Bulgaria (bandiera)                        | C     | Nikolaj Vangelov      | 1996 | 212 cm | 113 kg |  |

| Allenatore                                                                     |
| - Federico Campanella                                                          |
| Assistente/i                                                                   |
| - Matteo Brambilla Legenda - (C) Capitano - (IN) Inattivo - Infortunato Roster |

## Mercato

### Sessione estiva
| Acquisti | Acquisti            | Acquisti          | Acquisti   |
| R.       | Nome                | da                | Modalità   |
| -------- | ------------------- | ----------------- | ---------- |
| Al       | Federico Campanella | Mens Sana Siena   | definitivo |
| AG       | Duilio Birindelli   | Pall. Vigevano    | definitivo |
| P        | Roberto Maggio      | Virtus Salerno    | definitivo |
| A        | Giorgio Artioli     | Trapani Shark     | definitivo |
| AG       | Lorenzo De Zardo    | San Severo        | definitivo |
| G/A      | Liam Udom           | Fiorentina Basket | definitivo |
| A        | Enzo Cena           | Olimpia Matera    | definitivo |
| P        | Edoardo Pedroni     | Golfo Piombino    | definitivo |
| G        | Santiago Bruno      | Lions Bisceglie   | definitivo |

| Cessioni | Cessioni           | Cessioni            | Cessioni       |
| R.       | Nome               | a                   | Modalità       |
| -------- | ------------------ | ------------------- | -------------- |
| Al       | Gennaro Di Carlo   | Pod. Montegranaro   | fine contratto |
| P        | Filippo Guerra     | Gilbertina Soresina | fine contratto |
| G        | Alan Voskuil       | Randers Cimbria     | fine contratto |
| G        | Andrea Pastore     | N.P.C. Rieti        | fine contratto |
| C        | Kurt Cassar        | Basket Torino       | fine contratto |
| C        | Andrea Spera       | Napoli Basket       | fine contratto |
| AP       | Riccardo Perego    | Fulgor Fidenza      | fine contratto |
| G/A      | Riccardo Pederzini | Aurora Jesi         | fine contratto |
| A/C      | Riccardo Castelli  | Basket Mestre       | fine contratto |
| P        | Keith Appling      |                     | ritirato       |
| P        | Marques Green      |                     | ritirato       |

### Dopo l'inizio della stagione
| Acquisti | Acquisti         | Acquisti         | Acquisti        | Acquisti   |
| R.       | Nome             | da               | Data            | Modalità   |
| -------- | ---------------- | ---------------- | --------------- | ---------- |
| P        | Marco Perin      | G.M. OrziBasket  | 6 dicembre 2019 | definitivo |
| C        | Nikolaj Vangelov | Balkan Botevgrad | 6 gennaio       | definitivo |

| Cessioni | Cessioni       | Cessioni   | Cessioni        | Cessioni    |
| R.       | Nome           | a          | Data            | Modalità    |
| -------- | -------------- | ---------- | --------------- | ----------- |
| P        | Roberto Maggio | Free agent | 5 dicembre 2019 | rescissione |

## Risultati

### Serie B

#### Regular season (Girone C)

##### Girone di andata
| Piacenza 29 settembre 2019, ore 18:00 CEST 1ª giornata | Pall. Piacentina | 66 – 62 (19-9; 40-23; 51-46) referto | Benedetto XIV Cento | PalaBakery |
| Bruno 12 Cena , Pedroni 11 Artioli , De Zardo 10 Punti 15 Rossi 11 Ranuzzi 10 Leonzio Birindelli, Maggio 5 Assist 7 Leonzio De Zardo 11 Rimbalzi 13 Rossi Federico Campanella Allenatori Matteo Mecacci |                  |                                      |                     |            |
| |                  |                                      |                     |            |
| Bruno 12 Cena, Pedroni 11 Artioli, De Zardo 10 | Punti            | 15 Rossi 11 Ranuzzi 10 Leonzio       |                     |            |
| Birindelli, Maggio 5 | Assist           | 7 Leonzio                            |                     |            |
| De Zardo 11 | Rimbalzi         | 13 Rossi                             |                     |            |
| Federico Campanella | Allenatori       | Matteo Mecacci                       |                     |            |

| Senigallia 6 ottobre 2019, ore 18:00 CEST 2ª giornata | Pall. Senigallia | 78 – 74 (16-12; 41-37; 58-53) referto | Pall. Piacentina | Palazzetto di Senigallia |
| Paparella 18 Giacomini 12 Gurini 10 Punti 18 De Zardo 17 Maggio 12 Bruno Paparella 6 Assist 4 Bruno, Maggio Gurini 6 Rimbalzi 5 Artioli, Birindelli, Cena, De Zardo Stefano Foglietti Allenatori Federico Campanella |                  |                                       |                  |                          |
| |                  |                                       |                  |                          |
| Paparella 18 Giacomini 12 Gurini 10 | Punti            | 18 De Zardo 17 Maggio 12 Bruno        |                  |                          |
| Paparella 6 | Assist           | 4 Bruno, Maggio                       |                  |                          |
| Gurini 6 | Rimbalzi         | 5 Artioli, Birindelli, Cena, De Zardo |                  |                          |
| Stefano Foglietti | Allenatori       | Federico Campanella                   |                  |                          |

| Piacenza 12 ottobre 2019, ore 21:00 CEST 3ª giornata | Pall. Piacentina | 80 – 69 (19-17; 40-41; 59-50) referto            | Pall. Teate Chieti | PalaBakery |
| Artioli 18 Maggio 17 De Zardo 14 Punti 14 Ponziani , Ruggiero 11 Gialloreto 8 Ba , Stanic De Zardo 6 Assist 4 Ruggiero De Zardo 9 Rimbalzi 16 Ponziani Federico Campanella Allenatori Piero Coen |                  |                                                  |                    |            |
| |                  |                                                  |                    |            |
| Artioli 18 Maggio 17 De Zardo 14 | Punti            | 14 Ponziani, Ruggiero 11 Gialloreto 8 Ba, Stanic |                    |            |
| De Zardo 6 | Assist           | 4 Ruggiero                                       |                    |            |
| De Zardo 9 | Rimbalzi         | 16 Ponziani                                      |                    |            |
| Federico Campanella | Allenatori       | Piero Coen                                       |                    |            |

| Montegranaro 16 ottobre 2019, ore 21:00 CEST 4ª giornata | Sutor Montegranaro | 56 – 64 (16-17; 24-37; 42-48) referto     | Pall. Piacentina | Bombonera - Palazzetto dello sport di Montegranaro |
| Caverni 12 Angellotti 10 Tremolada 9 Punti 11 De Zardo 10 Bruno , Birindelli 9 Maggio Caverni 4 Assist 4 Cena Panzieri, Riva 7 Rimbalzi 7 Birindelli, De Zardo, Maggio Marco Ciarpella Allenatori Federico Campanella |                    |                                           |                  |                                                    |
| |                    |                                           |                  |                                                    |
| Caverni 12 Angellotti 10 Tremolada 9 | Punti              | 11 De Zardo 10 Bruno, Birindelli 9 Maggio |                  |                                                    |
| Caverni 4 | Assist             | 4 Cena                                    |                  |                                                    |
| Panzieri, Riva 7 | Rimbalzi           | 7 Birindelli, De Zardo, Maggio            |                  |                                                    |
| Marco Ciarpella | Allenatori         | Federico Campanella                       |                  |                                                    |

| Piacenza 19 ottobre 2019, ore 21:00 CEST 5ª giornata | Pall. Piacentina | 77 – 51 (17-13; 41-28; 61-34) referto              | Basket P.S.E. | PalaBakery |
| Pedroni 14 De Zardo , Udom 10 Artioli , Cena 9 Punti 11 Costa , Lusvarghi 10 Bastone 7 Borsato , Malagoli Bruno, Pedroni 3 Assist 2 Borsato De Zardo 10 Rimbalzi 5 Bastone Federico Campanella Allenatori Gianluca Pizi |                  |                                                    |               |            |
| |                  |                                                    |               |            |
| Pedroni 14 De Zardo, Udom 10 Artioli, Cena 9 | Punti            | 11 Costa, Lusvarghi 10 Bastone 7 Borsato, Malagoli |               |            |
| Bruno, Pedroni 3 | Assist           | 2 Borsato                                          |               |            |
| De Zardo 10 | Rimbalzi         | 5 Bastone                                          |               |            |
| Federico Campanella | Allenatori       | Gianluca Pizi                                      |               |            |

| Teramo 27 ottobre 2019, ore 18:00 CEST 6ª giornata | Teramo 1960 | 51 – 53 (10-25; 26-39; 39-47) referto | Pall. Piacentina | PalaScapriano |
| Melchiorri 13 Matic 11 Lestini 9 Punti 17 Maggio 10 De Zardo 7 Artioli Di Bonaventura 3 Assist 2 Cena Melchiorri 10 Rimbalzi 10 De Zardo Matteo Praticò Allenatori Federico Campanella |             |                                       |                  |               |
| |             |                                       |                  |               |
| Melchiorri 13 Matic 11 Lestini 9 | Punti       | 17 Maggio 10 De Zardo 7 Artioli       |                  |               |
| Di Bonaventura 3 | Assist      | 2 Cena                                |                  |               |
| Melchiorri 10 | Rimbalzi    | 10 De Zardo                           |                  |               |
| Matteo Praticò | Allenatori  | Federico Campanella                   |                  |               |

| Piacenza 2 novembre 2019, ore 21:00 CEST 7ª giornata | Pall. Piacentina | 86 – 54 (15-15; 36-31; 70-40) referto | Flying Ozzano | PalaBakery |
| Maggio 17 Bruno , Cena 14 Udom 12 Punti 15 Crespi 10 Favali 8 Corcelli Pedroni 4 Assist 2 Corcelli, Iattoni Artioli 10 Rimbalzi 10 Crespi Federico Campanella Allenatori Federico Grandi |                  |                                       |               |            |
| |                  |                                       |               |            |
| Maggio 17 Bruno, Cena 14 Udom 12 | Punti            | 15 Crespi 10 Favali 8 Corcelli        |               |            |
| Pedroni 4 | Assist           | 2 Corcelli, Iattoni                   |               |            |
| Artioli 10 | Rimbalzi         | 10 Crespi                             |               |            |
| Federico Campanella | Allenatori       | Federico Grandi                       |               |            |

| Jesi 10 novembre 2019, ore 18:00 CEST 8ª giornata | Aurora Jesi | 63 – 65 (21-24; 32-42; 53-53) referto   | Pall. Piacentina | PalaTriccoli |
| Casagrande , Lovisotto 14 Bottioni , Magrini , Migliori 9 Giampieri 6 Punti 20 De Zardo 18 Bruno 8 Artioli , Pedroni Bottioni 5 Assist 3 Birindelli, Maggio Lovisotto 11 Rimbalzi 6 Bruno, De Zardo Marcello Ghizzinardi Allenatori Federico Campanella |             |                                         |                  |              |
| |             |                                         |                  |              |
| Casagrande, Lovisotto 14 Bottioni, Magrini, Migliori 9 Giampieri 6 | Punti       | 20 De Zardo 18 Bruno 8 Artioli, Pedroni |                  |              |
| Bottioni 5 | Assist      | 3 Birindelli, Maggio                    |                  |              |
| Lovisotto 11 | Rimbalzi    | 6 Bruno, De Zardo                       |                  |              |
| Marcello Ghizzinardi | Allenatori  | Federico Campanella                     |                  |              |

| Piacenza 16 novembre 2019, ore 21:00 CEST 9ª giornata | Pall. Piacentina | 74 – 54 (20-24; 48-38; 59-50) referto | Giulia Giulianova | PalaBakery |
| Artioli 17 Udom , Cena 13 De Zardo 10 Punti 25 Fall 8 Chiti 7 Gobbato Bruno 4 Assist 3 Cardellini Artioli 11 Rimbalzi 11 Fall Federico Campanella Allenatori Cesare Ciocca |                  |                                       |                   |            |
| |                  |                                       |                   |            |
| Artioli 17 Udom, Cena 13 De Zardo 10 | Punti            | 25 Fall 8 Chiti 7 Gobbato             |                   |            |
| Bruno 4 | Assist           | 3 Cardellini                          |                   |            |
| Artioli 11 | Rimbalzi         | 11 Fall                               |                   |            |
| Federico Campanella | Allenatori       | Cesare Ciocca                         |                   |            |

| Fabriano 24 novembre 2019, ore 18:00 CEST 10ª giornata | Janus Fabriano | 66 – 57 (17-18; 38-37; 52-51) referto           | Pall. Piacentina | PalaChemiba |
| Garri 16 Paolin 15 Merletto , Radonjić 9 Punti 12 De Zardo 9 Birindelli , Bruno , Pedroni 8 Cena Garri 4 Assist 4 Pedroni Fratto 12 Rimbalzi 9 Udom Lorenzo Pansa Allenatori Federico Campanella |                |                                                 |                  |             |
| |                |                                                 |                  |             |
| Garri 16 Paolin 15 Merletto, Radonjić 9 | Punti          | 12 De Zardo 9 Birindelli, Bruno, Pedroni 8 Cena |                  |             |
| Garri 4 | Assist         | 4 Pedroni                                       |                  |             |
| Fratto 12 | Rimbalzi       | 9 Udom                                          |                  |             |
| Lorenzo Pansa | Allenatori     | Federico Campanella                             |                  |             |

| Piacenza 30 novembre 2019, ore 21:00 CEST 11ª giornata | Pall. Piacentina | 61 – 54 (22-14; 34-24; 48-37) referto | Virtus Civitanova | PalaBakery |
| Bruno , De Zardo 15 Birindelli , Cena 8 Artioli 6 Punti 15 F. Amoroso 11 V. Amoroso 8 Rocchi Artioli 6 Assist 3 Felicioni De Zardo 10 Rimbalzi 15 V. Amoroso Federico Campanella Allenatori Stefano Di Francesco |                  |                                       |                   |            |
| |                  |                                       |                   |            |
| Bruno, De Zardo 15 Birindelli, Cena 8 Artioli 6 | Punti            | 15 F. Amoroso 11 V. Amoroso 8 Rocchi  |                   |            |
| Artioli 6 | Assist           | 3 Felicioni                           |                   |            |
| De Zardo 10 | Rimbalzi         | 15 V. Amoroso                         |                   |            |
| Federico Campanella | Allenatori       | Stefano Di Francesco                  |                   |            |

| Cesena 8 dicembre 2019, ore 18:00 CEST 12ª giornata | Tigers Cesena | 70 – 52 (24-9; 39-21; 50-35) referto | Pall. Piacentina | Tigers Arena |
| Hajrović 16 Scanzi 12 Planezio 11 Punti 9 Artioli , De Zardo 8 Bruno 7 Perin Planezio 5 Assist 3 Perin Chiappelli 9 Rimbalzi 9 De Zardo Giampaolo Di Lorenzo Allenatori Federico Campanella |               |                                      |                  |              |
| |               |                                      |                  |              |
| Hajrović 16 Scanzi 12 Planezio 11 | Punti         | 9 Artioli, De Zardo 8 Bruno 7 Perin  |                  |              |
| Planezio 5 | Assist        | 3 Perin                              |                  |              |
| Chiappelli 9 | Rimbalzi      | 9 De Zardo                           |                  |              |
| Giampaolo Di Lorenzo | Allenatori    | Federico Campanella                  |                  |              |

| Piacenza 14 dicembre 2019, ore 21:00 CEST 13ª giornata | Pall. Piacentina | 72 – 67 (23-13; 32-30; 44-47; 57-57) referto | Raggisolaris Faenza | PalaBakery |
| Bruno 16 De Zardo 15 Udom 12 Punti 23 Sgobba 14 Oboe 12 Bruni Artioli 4 Assist 3 Bruni De Zardo 12 Rimbalzi 10 Tiberti Federico Campanella Allenatori Massimo Friso |                  |                                              |                     |            |
| |                  |                                              |                     |            |
| Bruno 16 De Zardo 15 Udom 12 | Punti            | 23 Sgobba 14 Oboe 12 Bruni                   |                     |            |
| Artioli 4 | Assist           | 3 Bruni                                      |                     |            |
| De Zardo 12 | Rimbalzi         | 10 Tiberti                                   |                     |            |
| Federico Campanella | Allenatori       | Massimo Friso                                |                     |            |

| Rimini 22 dicembre 2019, ore 18:00 CEST 14ª giornata | Rinascita B. Rimini | 74 – 71 (20-18; 37-32; 53-50) referto   | Pall. Piacentina | PalaFlaminio |
| Rivali 19 Rinaldi 13 Ambrosin 11 Punti 12 De Zardo 11 Cena 10 Birindelli , Udom Rivali 5 Assist 6 Bruno Rinaldi 7 Rimbalzi 6 Birindelli, De Zardo Massimo Bernardi Allenatori Federico Campanella |                     |                                         |                  |              |
| |                     |                                         |                  |              |
| Rivali 19 Rinaldi 13 Ambrosin 11 | Punti               | 12 De Zardo 11 Cena 10 Birindelli, Udom |                  |              |
| Rivali 5 | Assist              | 6 Bruno                                 |                  |              |
| Rinaldi 7 | Rimbalzi            | 6 Birindelli, De Zardo                  |                  |              |
| Massimo Bernardi | Allenatori          | Federico Campanella                     |                  |              |

| Piacenza 5 gennaio 2020, ore 18:00 CEST 15ª giornata | Pall. Piacentina | 82 – 67 (19-16; 39-32; 59-50) referto | Campetto Ancona | PalaBakery |
| De Zardo 23 Perin , Udom 14 Birindelli , Bruno 10 Punti 16 Timperi 13 Centanni 12 Baldoni De Zardo, Pedroni 4 Assist 6 Centanni De Zardo 13 Rimbalzi 7 Rinaldi Federico Campanella Allenatori Stefano Rajola |                  |                                       |                 |            |
| |                  |                                       |                 |            |
| De Zardo 23 Perin, Udom 14 Birindelli, Bruno 10 | Punti            | 16 Timperi 13 Centanni 12 Baldoni     |                 |            |
| De Zardo, Pedroni 4 | Assist           | 6 Centanni                            |                 |            |
| De Zardo 13 | Rimbalzi         | 7 Rinaldi                             |                 |            |
| Federico Campanella | Allenatori       | Stefano Rajola                        |                 |            |

##### Girone di ritorno
| Cento 12 gennaio 2020, ore 18:00 CEST 16ª giornata | Benedetto XIV Cento | 73 – 58 (17-14; 33-33; 51-50) referto    | Pall. Piacentina | Milwaukee Dinelli Arena |
| Fallucca 15 Paesano 14 Leonzio 10 Punti 12 Birindelli 11 Bruno , Perin 7 De Zardo Leonzio, Moreno 6 Assist 5 Perin Rossi 9 Rimbalzi 7 Bruno Matteo Mecacci Allenatori Federico Campanella |                     |                                          |                  |                         |
| |                     |                                          |                  |                         |
| Fallucca 15 Paesano 14 Leonzio 10 | Punti               | 12 Birindelli 11 Bruno, Perin 7 De Zardo |                  |                         |
| Leonzio, Moreno 6 | Assist              | 5 Perin                                  |                  |                         |
| Rossi 9 | Rimbalzi            | 7 Bruno                                  |                  |                         |
| Matteo Mecacci | Allenatori          | Federico Campanella                      |                  |                         |

| Piacenza 18 gennaio 2020, ore 21:00 CEST 17ª giornata | Pall. Piacentina | 84 – 68 (26-21; 52-41; 69-53) referto   | Pall. Senigallia | PalaBakery |
| Bruno , De Zardo 15 Perin 14 Cena , Udom 10 Punti 16 Paparella 15 Giacomini 10 Pierantoni Perin, Pedroni 5 Assist 5 Giacomini De Zardo 8 Rimbalzi 6 Cicconi Massi, Paparella Federico Campanella Allenatori Stefano Foglietti |                  |                                         |                  |            |
| |                  |                                         |                  |            |
| Bruno, De Zardo 15 Perin 14 Cena, Udom 10 | Punti            | 16 Paparella 15 Giacomini 10 Pierantoni |                  |            |
| Perin, Pedroni 5 | Assist           | 5 Giacomini                             |                  |            |
| De Zardo 8 | Rimbalzi         | 6 Cicconi Massi, Paparella              |                  |            |
| Federico Campanella | Allenatori       | Stefano Foglietti                       |                  |            |

| Chieti 26 gennaio 2020, ore 18:00 CEST 18ª giornata | Pall. Teate Chieti | 67 – 64 (16-15; 32-34; 49-52) referto | Pall. Piacentina | PalaTricalle "Sandro Leombroni" |
| Ponziani 15 Rezzano 14 Ruggiero 13 Punti 15 Perin 12 Bruno 10 Cena Stanic 5 Assist 4 Perin Rezzano 8 Rimbalzi 8 Udom Domenico Sorgentone Allenatori Federico Campanella |                    |                                       |                  |                                 |
| |                    |                                       |                  |                                 |
| Ponziani 15 Rezzano 14 Ruggiero 13 | Punti              | 15 Perin 12 Bruno 10 Cena             |                  |                                 |
| Stanic 5 | Assist             | 4 Perin                               |                  |                                 |
| Rezzano 8 | Rimbalzi           | 8 Udom                                |                  |                                 |
| Domenico Sorgentone | Allenatori         | Federico Campanella                   |                  |                                 |

| Piacenza 29 gennaio 2020, ore 20:30 CEST 19ª giornata | Pall. Piacentina | 73 – 69 (20-21; 34-36; 53-51) referto | Sutor Montegranaro | PalaBakery |
| Cena 16 Perin 13 De Zardo 12 Punti 17 Caverni 16 Rovatti 10 Panzieri Perin 4 Assist 5 Caverni De Zardo 10 Rimbalzi 9 Romanò Federico Campanella Allenatori Marco Ciarpella |                  |                                       |                    |            |
| |                  |                                       |                    |            |
| Cena 16 Perin 13 De Zardo 12 | Punti            | 17 Caverni 16 Rovatti 10 Panzieri     |                    |            |
| Perin 4 | Assist           | 5 Caverni                             |                    |            |
| De Zardo 10 | Rimbalzi         | 9 Romanò                              |                    |            |
| Federico Campanella | Allenatori       | Marco Ciarpella                       |                    |            |

| Porto Sant'Elpidio 2 febbraio 2020, ore 18:00 CEST 20ª giornata | Basket P.S.E. | 72 – 80 (24-19; 43-48; 53-66) referto | Pall. Piacentina | Palasport Comunale |
| Bastone 18 Borsato 16 Malagoli 13 Punti 20 Perin 17 Bruno 11 Cena Costa 7 Assist 4 Bruno Malagoli 9 Rimbalzi 8 Birindelli Gianluca Pizi Allenatori Federico Campanella |               |                                       |                  |                    |
| |               |                                       |                  |                    |
| Bastone 18 Borsato 16 Malagoli 13 | Punti         | 20 Perin 17 Bruno 11 Cena             |                  |                    |
| Costa 7 | Assist        | 4 Bruno                               |                  |                    |
| Malagoli 9 | Rimbalzi      | 8 Birindelli                          |                  |                    |
| Gianluca Pizi | Allenatori    | Federico Campanella                   |                  |                    |

| Piacenza 8 febbraio 2020, ore 21:00 CEST 21ª giornata | Pall. Piacentina | 112 – 69 (28-7; 58-27; 92-52) referto           | Teramo 1960 | PalaBakery |
| Pedroni 24 Perin 23 De Zardo 12 Punti 19 Banach 9 Cucchiaro , Montanari 8 Forte , Matic Cena 6 Assist 6 Montanari Udom 10 Rimbalzi 5 Banach, Tremolada Federico Campanella Allenatori Matteo Praticò |                  |                                                 |             |            |
| |                  |                                                 |             |            |
| Pedroni 24 Perin 23 De Zardo 12 | Punti            | 19 Banach 9 Cucchiaro, Montanari 8 Forte, Matic |             |            |
| Cena 6 | Assist           | 6 Montanari                                     |             |            |
| Udom 10 | Rimbalzi         | 5 Banach, Tremolada                             |             |            |
| Federico Campanella | Allenatori       | Matteo Praticò                                  |             |            |

| Ozzano dell'Emilia 15 febbraio 2020, ore 20:30 CEST 22ª giornata | Flying Ozzano | 84 – 76 (21-23; 34-46; 58-62) referto | Pall. Piacentina | Pala Arti Grafiche Reggini |
| Crespi , Iattoni 17 Corcelli 13 Montanari 10 Punti 21 Perin 19 Cena 9 De Zardo Montanari 9 Assist 4 Bruno Chiusolo, Morara 6 Rimbalzi 5 Birindelli, Bruno, De Zardo Federico Grandi Allenatori Federico Campanella |               |                                       |                  |                            |
| |               |                                       |                  |                            |
| Crespi, Iattoni 17 Corcelli 13 Montanari 10 | Punti         | 21 Perin 19 Cena 9 De Zardo           |                  |                            |
| Montanari 9 | Assist        | 4 Bruno                               |                  |                            |
| Chiusolo, Morara 6 | Rimbalzi      | 5 Birindelli, Bruno, De Zardo         |                  |                            |
| Federico Grandi | Allenatori    | Federico Campanella                   |                  |                            |

A causa della pandemia di COVID-19, le partite della Pallacanestro Piacentina vengono temporaneamente sospese. 
Il 2 aprile 2020 la LNP comunica la conclusione definitiva del campionato.

## Statistiche
Aggiornate al 2 aprile 2020.

### Statistiche dei giocatori

#### In campionato (Girone C)
| Nome              | Pun | G  | Min | Falli | Falli | Tiri da 2 | Tiri da 2 | Tiri da 2 | Tiri da 3 | Tiri da 3 | Tiri da 3 | Tiri Liberi | Tiri Liberi | Tiri Liberi | Rimbalzi | Rimbalzi | Rimbalzi | Stop | Stop | Palle | Palle | Ass |
| Nome              | Pun | G  | Min | C     | S     | R         | T         | %         | R         | T         | 3P%       | R           | T           | TL%         | O        | D        | T        | D    | S    | P     | R     | Ass |
| ----------------- | --- | -- | --- | ----- | ----- | --------- | --------- | --------- | --------- | --------- | --------- | ----------- | ----------- | ----------- | -------- | -------- | -------- | ---- | ---- | ----- | ----- | --- |
| Lorenzo De Zardo  | 266 | 22 | 655 | 28    | 58    | 87        | 163       | 53        | 14        | 50        | 28        | 50          | 68          | 74          | 59       | 108      | 167      | 9    | 2    | 37    | 34    | 35  |
| Santiago Bruno    | 223 | 22 | 644 | 39    | 68    | 36        | 91        | 40        | 41        | 125       | 33        | 28          | 41          | 68          | 12       | 70       | 82       | 2    | 4    | 40    | 26    | 60  |
| Enzo Damian Cena  | 192 | 22 | 521 | 65    | 49    | 44        | 78        | 56        | 22        | 88        | 25        | 38          | 55          | 69          | 15       | 71       | 86       | 2    | 2    | 21    | 17    | 27  |
| Giorgio Artioli   | 172 | 22 | 509 | 70    | 64    | 51        | 100       | 51        | 11        | 48        | 23        | 37          | 56          | 66          | 37       | 78       | 115      | 6    | 7    | 32    | 29    | 32  |
| Duilio Birindelli | 159 | 22 | 476 | 52    | 37    | 65        | 127       | 51        | 2         | 6         | 33        | 23          | 37          | 62          | 23       | 78       | 101      | 3    | 9    | 42    | 29    | 40  |
| Marco Perin       | 155 | 11 | 318 | 30    | 31    | 44        | 74        | 59        | 14        | 48        | 29        | 25          | 27          | 93          | 8        | 26       | 34       | 0    | 3    | 28    | 11    | 37  |
| Edoardo Pedroni   | 145 | 22 | 453 | 48    | 60    | 22        | 44        | 50        | 21        | 78        | 27        | 38          | 58          | 66          | 16       | 15       | 31       | 0    | 1    | 33    | 18    | 42  |
| Liam Udom         | 138 | 21 | 414 | 42    | 41    | 34        | 50        | 68        | 13        | 45        | 29        | 31          | 41          | 76          | 31       | 64       | 95       | 8    | 3    | 22    | 15    | 14  |
| Roberto Maggio    | 93  | 9  | 265 | 17    | 35    | 13        | 36        | 36        | 14        | 55        | 25        | 25          | 29          | 86          | 6        | 21       | 27       | 0    | 3    | 17    | 14    | 19  |
| Nikolaj Vangelov  | 23  | 6  | 79  | 12    | 12    | 7         | 20        | 35        | 0         | 0         | 0         | 9           | 12          | 75          | 11       | 10       | 21       | 1    | 1    | 10    | 0     | 5   |
| Luca Bracchi      | 11  | 9  | 60  | 10    | 3     | 2         | 4         | 50        | 2         | 10        | 20        | 1           | 2           | 50          | 3        | 9        | 12       | 1    | 1    | 5     | 2     | 1   |
| Zakaria El Agbani | 2   | 2  | 10  | 2     | 1     | 1         | 4         | 25        | 0         | 3         | 0         | 0           | 0           | 0           | 2        | 1        | 3        | 0    | 0    | 1     | 1     | 0   |
| Michele Chiozza   | 2   | 2  | 9   | 2     | 2     | 0         | 3         | 0         | 0         | 0         | 0         | 2           | 2           | 100         | 1        | 1        | 2        | 0    | 0    | 1     | 0     | 1   |
| Michele Del Bono  | 0   | 1  | 1   | 0     | 0     | 0         | 0         | 0         | 0         | 0         | 0         | 0           | 0           | 0           | 1        | 0        | 1        | 0    | 0    | 1     | 0     | 0   |
| Andrea Orlandi    | 0   | 2  | 11  | 0     | 0     | 0         | 4         | 0         | 0         | 0         | 0         | 0           | 0           | 0           | 0        | 1        | 1        | 0    | 1    | 1     | 0     | 0   |

## Classifica

### Girone C
Aggiornata al 5 aprile 2020.
|  |     | Classifica stagione regolare | PT | G  | V  | P  | PF   | PS   | Diff |
|  | --- | ---------------------------- | -- | -- | -- | -- | ---- | ---- | ---- |
|  | 1.  | Ristopro Fabriano            | 38 | 24 | 19 | 5  | 1822 | 1564 | +258 |
|  | 2.  | Tramec Cento                 | 36 | 23 | 18 | 5  | 1755 | 1521 | +234 |
|  | 3.  | Amadori Tigers Cesena        | 32 | 23 | 16 | 7  | 1644 | 1508 | +136 |
|  | 4.  | Albergatore Pro Rimini       | 32 | 23 | 16 | 7  | 1771 | 1696 | +75  |
|  | 5.  | Bakery Piacenza              | 30 | 22 | 15 | 7  | 1581 | 1438 | +143 |
|  | 6.  | Esa Italia Chieti            | 28 | 23 | 14 | 9  | 1732 | 1658 | +74  |
|  | 7.  | Rossella Civitanova          | 26 | 23 | 13 | 10 | 1644 | 1644 | 0    |
|  | 8.  | New Flying Balls Ozzano      | 24 | 23 | 12 | 11 | 1618 | 1660 | -42  |
|  | 9.  | Aurora Basket Jesi           | 22 | 22 | 11 | 11 | 1549 | 1553 | -4   |
|  | 10. | Rekico Faenza                | 22 | 23 | 11 | 12 | 1703 | 1662 | +41  |
|  | 11. | Giulianova Basket 85         | 18 | 23 | 9  | 14 | 1552 | 1683 | -131 |
|  | 12. | Goldengas Senigallia         | 16 | 22 | 8  | 14 | 1692 | 1706 | -14  |
|  | 13. | Premiata Montegranaro        | 16 | 24 | 8  | 16 | 1718 | 1825 | -107 |
|  | 14. | Luciana Mosconi Ancona       | 14 | 23 | 7  | 16 | 1608 | 1731 | -123 |
|  | 15. | Adriatica Press Teramo       | 8  | 22 | 4  | 18 | 1454 | 1708 | -254 |
|  | 16. | Porto Sant'Elpidio Basket    | 4  | 23 | 2  | 21 | 1539 | 1825 | -286 |

Legenda:

      Qualificate ai Play Off
      Ammesse ai Play Out
      Retrocesse in Serie C regionale